# Hercostomus jindinganus
Hercostomus jindinganus är en tvåvingeart som beskrevs av Yang och Saigusa 2000. Hercostomus jindinganus ingår i släktet Hercostomus och familjen styltflugor.
Artens utbredningsområde är Sichuan (Kina). Inga underarter finns listade i Catalogue of Life.